# توم كيب
توم كيب (بالإنجليزية: Tom Kipp)‏ مواليد 17 نوفمبر 1968 في أوهايو، الولايات المتحدة، هو متسابق دراجات نارية أمريكي معتزب. نافس في بطولة العالم للسوبربايك. فاز ببطولة إيه إم إيه 600 سوبرسبورت في سنة 1992 كما فاز ببطولة إيه إم إيه 750 سوبرسبورت في سنة 1994.

## روابط خارجية
- توم كيب على موقع WorldSBK.com (الإنجليزية)